# 黃子哲
黃子哲（1974年8月9日—），中華民國政治人物、臺師大政治所博士生，畢業於國立中正大學政治系碩士，為資深國會助理、政治評論員出身，現任國民黨文傳會副主委兼國民黨發言人、中華日報董事、立法委員李德維辦公室主任、江啟臣基金會（啟思民本基金會）執行長、崇右科技大學兼任講師，曾任立法委員蔣萬安辦公室主任、立法委員楊鎮浯辦公室主任、立法委員楊應雄辦公室主任，2022年台北市長候選人蔣萬安競選總部發言人，嗣後出任蔣市府台北花卉副董事長。2024年總統候選人侯友宜競選辦公室發言人。

## 生平
2018年受國民黨中央拔擢出任文傳會義務副主委至今，獲得吳敦義、江啟臣、朱立倫三任國民黨主席重用。2022年參選臺北市士林、北投議員選舉。，2022年4月24日於國民黨初選民調落敗，指出對手民調「比九天玄女還玄」。

## 選舉紀錄
| 年度 | 選舉屆數               | 選舉區           | 所屬政黨   | 得票數 | 得票率 | 當選標記 | 備註 |
| ---- | ---------------------- | ---------------- | ---------- | ------ | ------ | -------- | ---- |
| 2014 | 第十二屆臺北市議員選舉 | 臺北市第二選舉區 | 中國國民黨 | 9,380  | 4.29%  |          |      |

## 著作
- 《英敗：民進黨政府垮台的最後一哩路，黃子哲百萬點閱的狂腥文》，布克文化，2019年3月初版，ISBN 978-957-9699-77-8

## 外部連結
- facebook|黃子哲政治職人 （页面存档备份，存于）